# أغريبا مينينيوس لاناتوس
أغريبا مينينيوس لاناتوس (باللاتينية: Agrippa Menenius Lanatus) هو قنصل الجمهورية الرومانية برفقة بوبليوس بوستوميوس توبيرتوس في سنة 503 ق م. اشتهر بانتصاراته العسكرية ضد السابيين واحتلاله مدينة بوميتسيا، عرف بكونه أول قائد روماني توسع خارج روما. علق في روما نصب يكرمه. توفي في سنة 493 ق م.